# Ворпси, Петрит
Петрит Ворпси (алб. Petrit Vorpsi ; 1932) — албанский артист балета, педагог.

## Биография
Дебютировал в 1946 году в коллективах художественной самодеятельности. В 1950—1956 годах учился в СССР в хореографическом училище при Большом театре.
По окончании училища работал в балетной труппе Театра оперы и балета в Тиране (ныне Национальный театр оперы и балета Албании).
Преподавал танец в Художественном лицее Джордана Миши в Тиране.
Снимался в кино («Девушка с гор», 1974).

## Избранные партии
- Колен («Тщетная предосторожность» П. Гаво),
- Тибальд («Ромео и Джульетта» С. Прокофьева),
- Пабло и Менго («Лола» С. Василенко),
- Вацлав («Бахчисарайский фонтан» Б. Асафьева),
- Батыр («Шурале» Ф. Яруллина) и др.